# Archibald Cochrane, 9:e earl av Dundonald

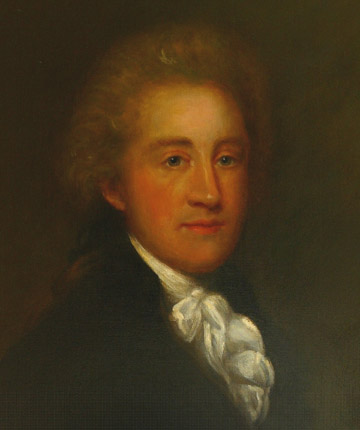
Archibald Cochrane, 9:e earl av Dundonald.

Archibald Cochrane, 9:e earl av Dundonald, född den 1 januari 1749, död den 1 juli 1831 i Paris, var en skotsk uppfinnare. Han var son till Thomas Cochrane, 8:e earl av Dundonald, bror till Alexander Cochrane och far till Thomas Cochrane, 10:e earl av Dundonald.
Dundonald tjänade i sin ungdom i armén och flottan, men ägnade sig sedan helt åt kemisk-tekniska experiment, särskilt på alkaliindustrins område. 
I brist på metodisk träning lyckades han emellertid sällan praktiskt genomföra sina ofta lyckliga idéer, utan ruinerades genom experimenten och dog i stor fattigdom. 